# Francis Olaki
Francis Ronald Olaki (Uganda, 11 giugno 1995) è un calciatore ugandese, attaccante del Soana.

## Palmarès

### Club

#### Competizioni nazionali
- Campionato ugandese: 2

Kampala City: 2016, 2017
- Coppa d'Uganda: 1

Kampala City: 2017